# Alta Vista, Iowa
Alta Vista är en ort i Chickasaw County i Iowa. Vid 2020 års folkräkning hade Alta Vista 227 invånare.